# Nana (gudinna)

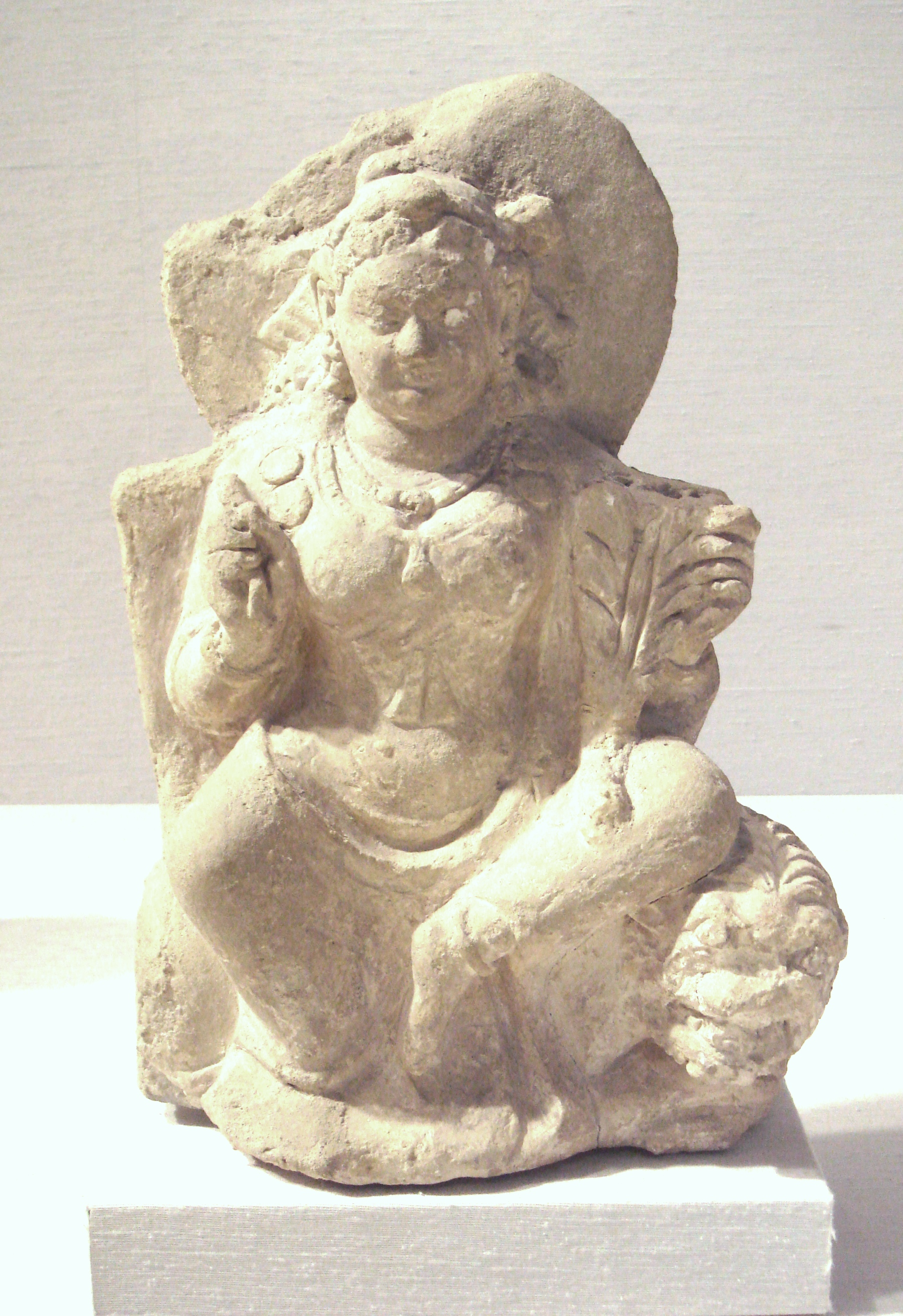
Gudinnan Nana sittande på ett lejon, Afghanistan, 400- eller 500-talet.

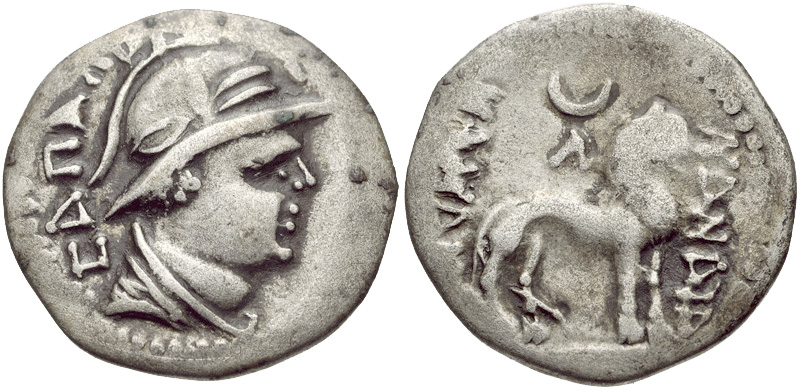
Mynt från cirka 10 e.Kr. som avbildar kung Sapadbizes av Baktrien på ena sidan och gudinnan Nana avbildad som ett lejon med månskära på den andra.

Nana  (Kushansk grekiska: Νανα, Ναναια, Ναναϸαο, Sogdiska: nny) var månens, visdomens, stridskonstens och fruktbarhetens gudinna i Kushansk religion som är känd från det antika Baktrien i nuvarande Afghanistan och Sogdien i det nuvarande Uzbekistan.
Den första kända avbildningen av henne är på ett mynt från baktrisk tid. Hon förekommer därefter ofta på sigill och mynt från kungarna i Kushan, särskilt hos Kanishka I vid mitten av 100-talet. I dess avbildningar ses hon ofta som en stridsgudinna åtföljd av ett lejon. Hon associerades med månen, fruktbarheten, stridskonsten, visdomen och även med floderna, särskilt med Indusfloden, för vilken Anahita var skyddsgudinna. Hon avbildas fortfarande i Afghanistan så sent som under 500-talet. 
Nana är besläktad med den gudinnan Nana som dyrkades i olika skepnader över stora delar av det dåtida Mellanöstern. Hon härstammar från sumerernas Inanna, och dyrkades som Anahita länge vid sidan av zoroastrismen. Denna synkretism beskrivs som typisk för religionen i Kushan. 

### Fotnoter
1. ↑  Bremmer, Jan N. The strange world of human sacrifice